# B.B. King
Riley Ben King znany jako B.B. King (ur. 16 września 1925 w Itta Bena w stanie Missisipi, zm. 14 maja 2015 w Las Vegas) – amerykański gitarzysta i wokalista bluesowy. Został obdarzony nieformalnym tytułem: King of Blues – król bluesa. Muzyka Kinga zaliczana jest do stylów Memphis Blues, Modern Electric Blues i Soul Blues.

## Życie zawodowe
W 1980 B.B. King został wprowadzony do Blues Hall of Fame, a w 1987 do Rock and Roll Hall of Fame. W 2003 pojawił się na 3., a w 2011 na 6. miejscu listy 100 największych gitarzystów wszech czasów magazynu Rolling Stone. Zaliczany do trzech królów bluesa, razem z Albertem Kingiem i Freddiem Kingiem. Był jednym z ulubionych wykonawców Jimiego Hendriksa i mentorem dla Joe Bonamassy.

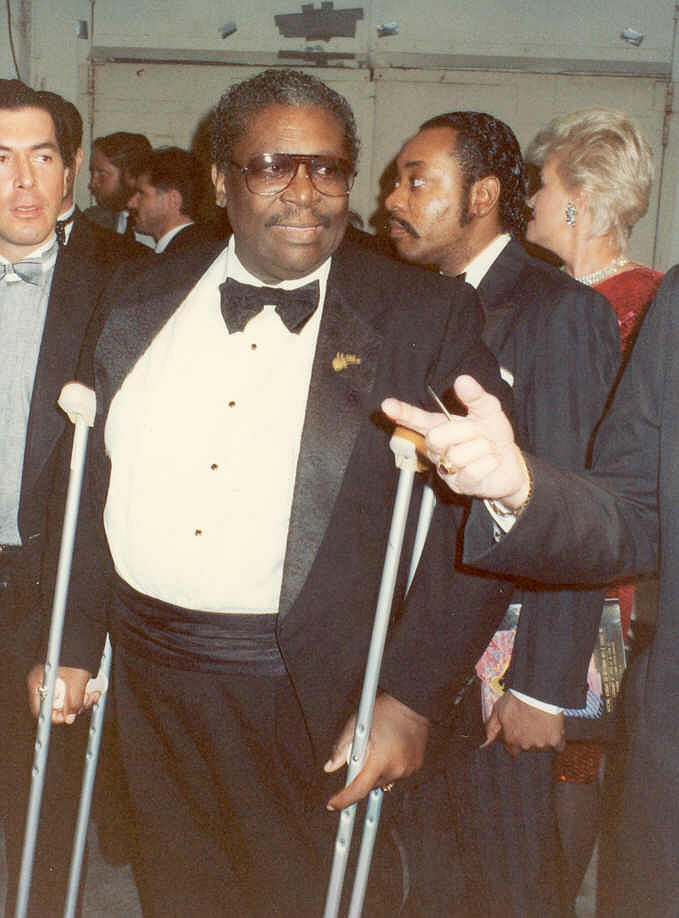
B.B. King podczas ceremonii rozdania nagród Grammy, luty 1990

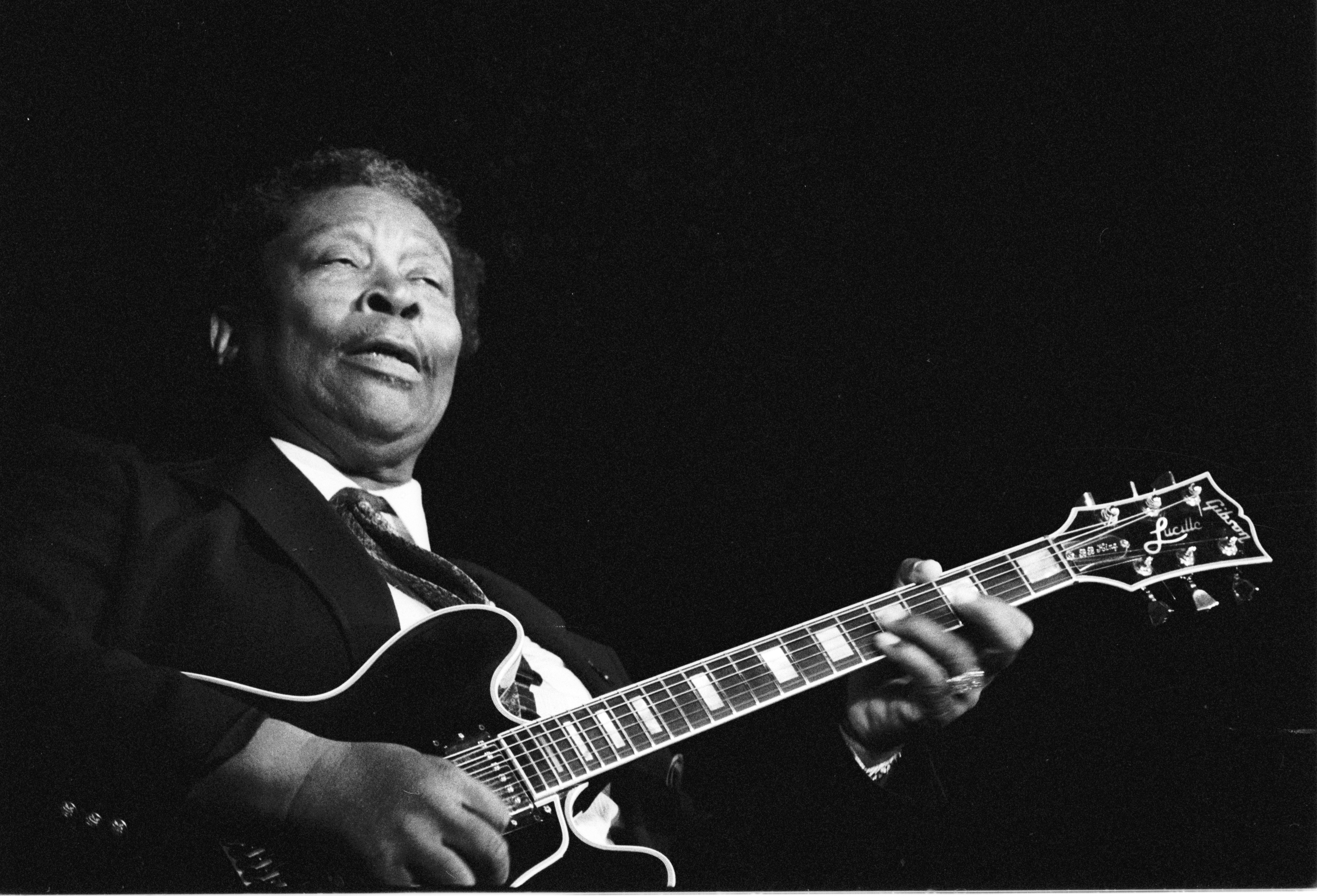
B.B. King we Francji, 22 lipca 1989

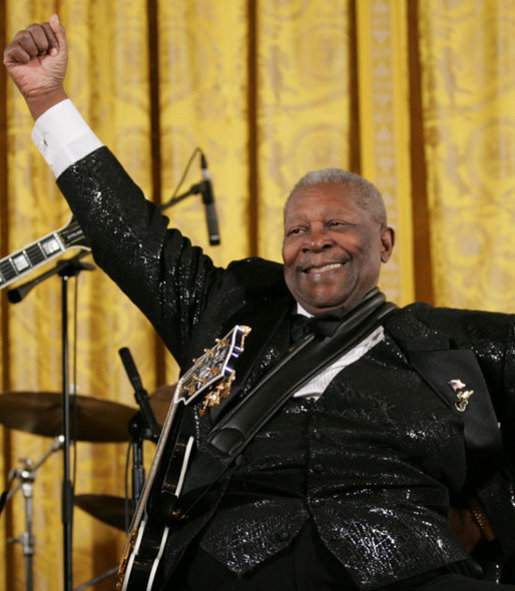
B.B. King podczas koncertu w Białym Domu, 26 czerwca 2006

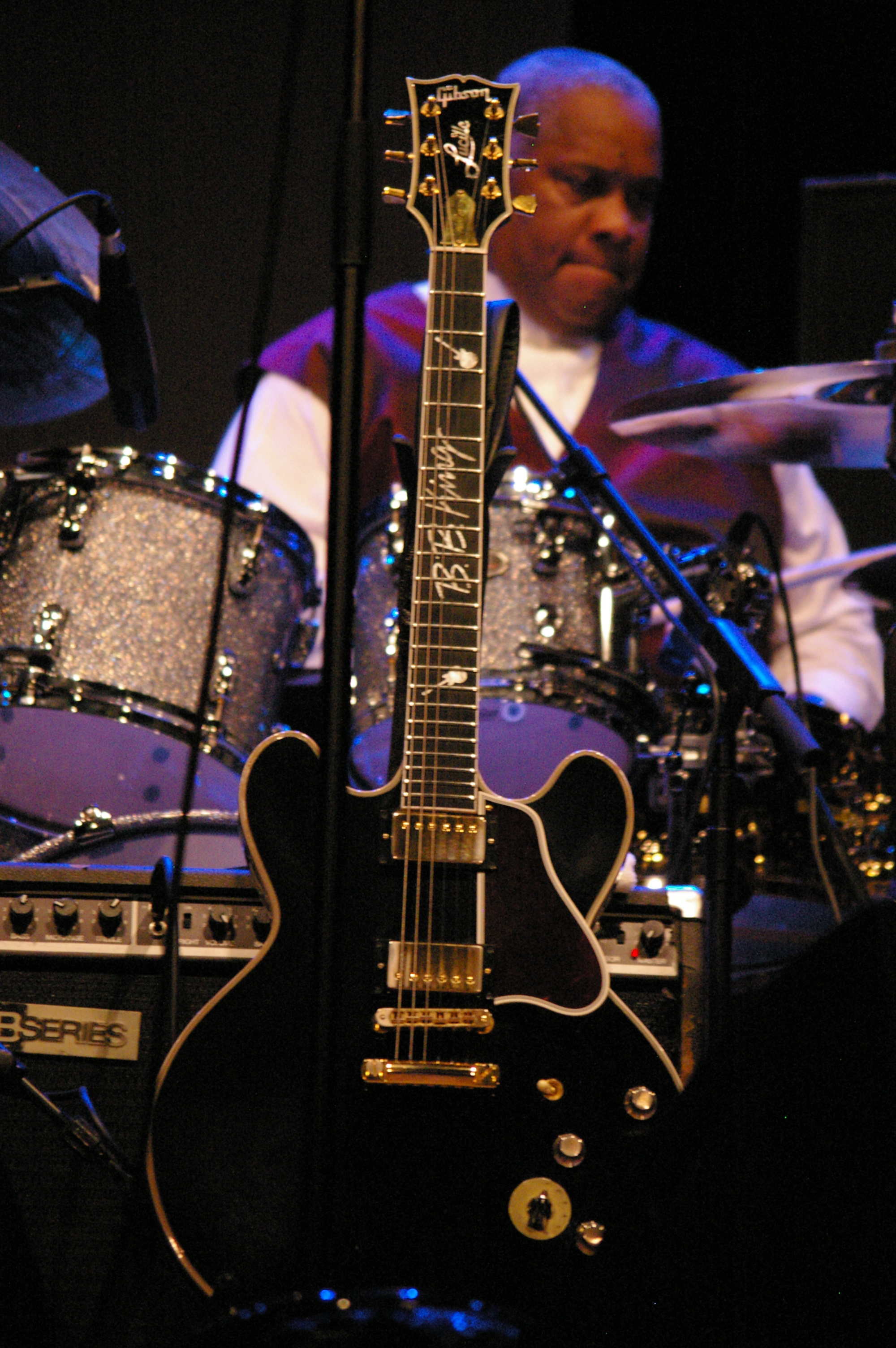
„Lucille”, gitara B.B Kinga

## Działalność dobroczynna
W roku 2001, King stał się oficjalnym sponsorem Little Kids Rock, organizacji non-profit ofiarującej za darmo muzyczne instrumenty dzieciom w szkołach na terenie USA. Zasiadał w Honorowej Loży Dyrekcji LKR.

## Życie prywatne
King był żonaty dwa razy: z Marthą Lee Denton w latach 1946–1952 i z Sue Carol Hall w latach 1958–1966. Obydwa małżeństwa zakończyły się rozwodem z powodu przedkładania przez Kinga życia zawodowego ponad życie rodzinne (250 występów rocznie). Nieoficjalnie muzyk był ojcem 15 dzieci. W 1980 u artysty zdiagnozowano cukrzycę typu 2. King był znanym działaczem przeciw tej chorobie, pojawiał się także w reklamach produktów mających za zadanie polepszyć jakość życia cukrzyków.
Ulubionym piosenkarzem Kinga był zmarły w 1998 Frank Sinatra. W swojej autobiografii często go wspominał (np. że w czasach młodości przed zaśnięciem słuchał albumu In the Wee Small Hours). Bluesman zauważał także, że to Frank Sinatra otworzył drzwi czarnoskórym artystom, którzy wcześniej nie mieli prawa występów „w miejscach gdzie dominowali biali”. W latach 60. piosenkarz umożliwił B.B. Kingowi występy w kilku głównych klubach w Las Vegas.
W latach 1971–2009 został wyróżniony 15 nagrodami Grammy, najczęściej w kategorii Najlepszy Album Bluesowy (6 razy) oraz Najlepszy Utwór Bluesowy (3 razy).

## Dyskografia
- 1956 – Singin' the Blues
- 1960 – The Blues
- 1960 – B.B. King Wails
- 1960 – Sings Spirituals
- 1961 – My Kind of Blues
- 1961 – More
- 1962 – Blues in My Heart
- 1962 – Twist with B.B. King
- 1962 – Blues for Me
- 1962 – Easy Listening Blues
- 1962 – Heart Full of Blues
- 1963 – Mr. Blues
- 1963 – Swing Low
- 1964 – Rock Me Baby
- 1965 – Boss of the Blues
- 1965 – Confessin' the Blues
- 1965 – Let Me Love You
- 1965 – Live! B. B. King on Stage
- 1965 – Live at the Regal
- 1966 – The Original Sweet Sixteen
- 1966 – The Soul of B. B. King
- 1966 – Turn on to B.B. King
- 1966 – 9 X 9.5
- 1967 – The Jungle
- 1967 – R&B Soul
- 1967 – Blues Is King
- 1968 – Blues on Top of Blues
- 1968 – Lucille Beat Goes On
- 1969 – The Feeling They Call the Blues, Vol. 2
- 1969 – The Feeling They Call the Blues
- 1969 – Completely Well
- 1969 – Live & Well
- 1969 – B.B. King
- 1970 – Back in the Alley
- 1970 – Take a Swing with Me
- 1970 – The Incredible Soul of B.B. King
- 1970 – Indianola Mississippi Seeds
- 1971 – In London
- 1971 – Live in Cook County Jail
- 1972 – Guess Who
- 1972 – L.A. Midnight
- 1973 – To Know You Is to Love You
- 1974 – Friends
- 1974 – Together for the First Time
- 1974 – Together for the First Time Live
- 1975 – Lucille Talks Back
- 1976 – King of the Blues
- 1977 – The Electric B.B. King
- 1977 – King Size
- 1978 – Midnight Believer
- 1979 – Take It Home
- 1980 – Rarest B.B. King
- 1980 – Live „Now Appearing” at Ole Miss
- 1981 – There Must Be a Better World Somewhere
- 1982 – Love Me Tender
- 1983 – Blues 'n' Jazz
- 1985 – King of the Blues Guitar
- 1986 – Ambassador of the Blues
- 1987 – Introducing B.B. King
- 1987 – One Nighter Blues
- 1988 – King of Blues 1989
- 1988 – Six Silver Strings
- 1988 – Doing My Thing, Lord
- 1988 – Across the Tracks
- 1989 – Lucille Had a Baby
- 1989 – Got My Mojo Working
- 1990 – Live at the Apollo
- 1991 – Live at San Quentin
- 1992 – There Is Always One More Time
- 1992 – Why I Sing the Blues
- 1993 – Better Than Ever
- 1993 – I Just Sing the Blues
- 1993 – You Done Lost Your Good Thing Now
- 1993 – Blues Summit
- 1994 – Kansas City 1972 [live]
- 1994 – Everyday I Have the Blues
- 1995 – Swing Low Sweet Chariot
- 1995 – B.B. King & Friends
- 1995 – Lucille & Friends
- 1997 – Paying the Cost to Be the Boss
- 1997 – Deuces Wild
- 1998 – King Biscuit Flower Hour Presents B.B. King [live]
- 1998 – Blues on the Bayou
- 1999 – Live in Japan
- 1999 – Let the Good Times Roll
- 2000 – Makin' Love Is Good for You
- 2000 – All Over Again [live]
- 2001 – A Night in Cannes [live]
- 2001 – Sweet Little Angel [live]
- 2001 – A Christmas Celebration of Hope
- 2002 – Together Again [Live]
- 2003 – Wails P-Vine Japan
- 2003 – B.B. King Wails, Vol. 2 – Crown Series
- 2003 – Reflections
- 2003 – Greatest Hits Live
- 2005 – B.B. King & Friends: 80
- 2007 – The Best of the Early Years
- 2008 – One Kind Favor